# Trịnh Kim Chi
Trịnh Kim Chi (sinh ngày 20 tháng 8 năm 1971) là một á hậu, diễn viên người Việt Nam. Cô hiện là Giám đốc Sân khấu kịch Trịnh Kim Chi và Phó Chủ tịch Hội sân khấu Thành phố Hồ Chí Minh. Ủy viên Mặt trận Tổ quốc Việt Nam Thành phố Hồ Chí Minh. Cô từng là thành viên của nhóm Tứ Ca Ngẫu Nhiên (1999 - 2003) cùng với Trương Ngọc Ánh, Chung Vũ Thanh Uyên (sau khi rời nhóm thì Ngô Thanh Vân thay thế), Minh Anh.

## Tiểu sử
Trịnh Kim Chi, sinh ngày 20 tháng 8 năm 1971, quê quán tại phường Bạch Mai, quận Hai Bà Trưng, Hà Nội.

## Sự nghiệp
Năm 1994, Trịnh Kim Chi dự thi Hoa hậu Việt Nam và đoạt giải Á hậu 2 và là á hậu đầu tiên được phong danh hiệu Nghệ sĩ ưu tú. Từ năm 1994 đến năm 1996, Kim Chi công tác tại Nhà hát kịch Thành phố Hồ Chí Minh. Năm 1997 đến năm 2014, công tác tại sân khấu Kịch Hồng Vân, Kịch Sài Gòn, Nhà hát kịch Thành phố. Tháng 9 năm 2015 đến năm 2019, theo học và tốt nghiệp khoa Đạo diễn, Trường Đại học Sân khấu - Điện ảnh Thành phố Hồ Chí Minh. Ngày 17 tháng 1 năm 2019, Trịnh Kim Chi kết nạp vào Đảng Cộng sản Việt Nam.
Tháng 12 năm 2015, thành lập "sân khấu kịch Trịnh Kim Chi" tại Thành phố Hồ Chí Minh, đảm nhiệm vai trò Giám đốc. Tháng 8 năm 2020, cô được bầu làm Phó Chủ tịch Hội sân khấu Thành phố Hồ Chí Minh. Năm 2021, Kim Chi nằm trong danh sách ứng cử Đại biểu Hội đồng nhân dân TP. HCM khoá X nhiệm kỳ 2021 - 2026, tại đơn vị bầu cử số 8 (Q. 6). Năm 2023, bà được phong tặng danh hiệu Nghệ sĩ nhân dân.

## Thiện nguyện
— NSƯT Trịnh Kim Chi
Trịnh Kim Chi là một trong những nghệ sĩ tham gia tích cực trong công tác thiện nguyện. Cô thành lập "Quỹ chăm lo Nghệ sĩ" để hỗ trợ các nghệ sĩ, nhân viên hậu đài gặp khó khăn do ảnh hưởng bởi đại dịch COVID-19.

## Đời tư
Trịnh Kim Chi từng có mối tình cảm kéo dài 9 năm với MC Quyền Linh, nhưng sau đó hai người chia tay.
Sau khi chia tay Quyền Linh, đến năm 2000, Trịnh Kim Chi kết hôn với Võ Trấn Phương. Anh là một doanh nhân - một đại gia người Mỹ gốc Việt trong ngành xuất khẩu nhựa. Họ có với nhau 2 người con gái.

## Danh sách phim

### Truyền hình
| Năm  | Tựa phim                                   | Vai diễn                   | Đạo diễn           | Kênh               | Nguồn |
| ---- | ------------------------------------------ | -------------------------- | ------------------ | ------------------ | ----- |
| 1993 | Vòng vây tội lỗi                           | Lan                        | Trần Cảnh Đôn      | HTV7               |       |
| 1994 | Thời thơ ấu                                | Tư Thanh                   | Lê Văn Duy         | VTV9               |       |
| 1994 | Cổ tích Việt Nam: Sự tích cây nêu ngày Tết | Quỷ cái                    | Nguyễn Minh Chung  | SaoTV, HTV3, THVL1 |       |
| 1995 | Cổ tích Việt Nam: Sự tích cây chổi         | Tây Vương Mẫu              | Nguyễn Minh Chung  | SaoTV, HTV3, THVL1 |       |
| 1996 | Tình biển                                  | Lệ                         | Yên Sơn            | VTV1               |       |
| 1997 | Những nẻo đường phù sa                     | Tuyết                      | Châu Huế           | VTV1               |       |
| 1997 | Những năm tháng đã qua                     | Bà Hương                   | Trần Cảnh Đôn      | HTV7               |       |
| 1998 | Những đứa con của thành phố                | Jacqueline                 | Đỗ Phú Hải         | HTV7               |       |
| 2002 | Blouse trắng                               | Bà Bích                    | Trần Mỹ Hà         | HTV7               |       |
| 2005 | Chuyện không riêng của trẻ con             | Mẹ Hiếu                    | Nguyễn Duy Võ Ngọc | VTV3               |       |
| 2008 | Thám tử tư                                 | Bà Thanh                   | Trần Mỹ Hà         | HTV9               |       |
| 2008 | Cô gái xấu xí                              | Huyền Thư                  | Nguyễn Minh Chung  | VTV3               |       |
| 2008 | Tình yêu pha lê                            | Bà Nam Giao                | Xuân Cường         | HTV7               |       |
| 2008 | Một ngày không có em                       | Bà Hương                   | Nguyễn Danh Dũng   | HTV7               |       |
| 2008 | Chỗ chỉ có một người                       | Bà Ngọc                    | Trương Dũng        | HTV9               |       |
| 2009 | Sau ánh hào quang                          | Bà Tuyết                   | Nguyễn Danh Dũng   | Let's Viet         |       |
| 2009 | Sóng gió thương trường                     | Thùy Anh                   | Trần Cảnh Đôn      | HTV9               |       |
| 2009 | Áo cưới thiên đường                        | Thanh Lan                  | Nguyễn Duy Võ Ngọc | HTV9               |       |
| 2009 | Đâu phải chia ly                           | Bà Thúy                    | Lê Hùng Phương     | HTV9               |       |
| 2009 | Hoa ngũ sắc                                | Bà Nga                     | Trần Hữu Phúc      | Let's Viet         |       |
| 2010 | Định mệnh                                  | Hoài Thanh                 | Trần Cảnh Đôn      | HTV7               |       |
| 2010 | Nhiệm vụ đặc biệt                          | Bà Hương                   | Bùi Tuấn Dũng      | HTV9               |       |
| 2010 | Giấc mơ biển                               | Bà Hương                   | Trương Dũng        | HTV9               |       |
| 2010 | Ai                                         | Thuỳ Linh                  | Trương Dũng        | HTV7               |       |
| 2010 | Chạm vào quá khứ                           | Bà Trinh                   | Trần Văn Thành     | SCTV14             |       |
| 2010 | Tóc rối                                    | Bà Hải Thụy                | Nguyễn Minh Chung  | HTV7               |       |
| 2011 | Xuân tình                                  | Bà Kim Son                 | Trương Dũng        | VTV9               |       |
| 2011 | Người hoàn hảo                             | Hoan Lạc                   | Trương Dũng        | HTV9               |       |
| 2011 | Oan gia đại chiến                          | Bà Trang                   | Lê Bảo Trung       | HTV7               |       |
| 2011 | Tình như tia nắng                          | Bà Lệnh                    | Trương Dũng        | THVL1              |       |
| 2011 | Nước rút                                   | Mai Nhung                  | Nguyễn Minh Cao    | HTV7               |       |
| 2011 | Lặng lẽ yêu em                             | Bà Hương                   | Đặng Lưu Việt Bảo  | THVL1              |       |
| 2011 | Mùa hạ yêu dấu                             | Bà Kiều                    | Phạm Nhuệ Giang    | HTV7               |       |
| 2011 | Sắc màu hạnh phúc                          | Hoài Thu                   | Võ Việt Hùng       | SCTV14             |       |
| 2011 | Tiểu thư đi học                            | Mẹ Quỳnh                   | Nguyễn Quang Minh  | SCTV14             |       |
| 2011 | Xóm gà                                     | Bà Phượng                  | Trần Ngọc Giàu     | SCTV14             |       |
| 2012 | Hoa nắng                                   | Bà Ngọc                    | Đặng Minh Quang    | VTV3               |       |
| 2012 | Ngày hôm qua                               | Bà Hương                   | Trần Mỹ Hà         | HTV9               |       |
| 2012 | Chiếc giày lọ lem                          | Bà Hà                      | Lê Lộc             | HTV7               |       |
| 2012 | Lúa trổ bông                               | Sáu Liên                   | Xuân Phước         | HTV9               |       |
| 2012 | Lạc mất linh hồn                           | Bà Nga                     | Lê Minh            | VTV1               |       |
| 2012 | Trái tim hoa hồng                          | Bà Lịch                    | Xuân Phước         | VTV9               |       |
| 2012 | Hạnh phúc muộn màng                        | Bà Hảo                     | Trương Dũng        | VTV9               |       |
| 2012 | Thần tượng lắm chiêu                       | Bà Xuân Loan               | Xuân Phước         | SCTV14             |       |
| 2012 | Giấc mơ cỏ may                             | Hoàng Dung                 | Nguyễn Dương       | VTV3               |       |
| 2012 | Cô gái kiêu kỳ                             | Bà Xinh                    | Trương Dũng        | VTV9               |       |
| 2012 | Chuyện Quý Bà                              | Bà Hạnh                    | Trần Ngọc Giàu     | ĐN1                |       |
| 2013 | Những đóa ngọc lan                         | Bà Xuân                    | Trương Dũng        | VTV9               |       |
| 2013 | Gọi yêu thương                             | Bà Hạnh                    | Lê Bảo Trung       | HTV9               |       |
| 2013 | Sắc màu phù sa                             | Bà Hai Vườn                | Phù Việt Cường     | VTC10              |       |
| 2013 | Bông hồng cho tướng cướp                   | Bà Kim Hoa                 | Xuân Phước         | THVL1              |       |
| 2013 | Hồn đá                                     | Bà Hồng                    | Trần Hữu Phúc      | Let's Viet         |       |
| 2013 | Hoán nhân tâm                              | Bà Cả                      | Xuân Phước         | SCTV14             |       |
| 2013 | Trận đấu định mệnh                         | Bà Đoan Thục               | Xuân Phước         | HTV7               |       |
| 2014 | Cuộc chiến quý ông                         | Bà Ngọc                    | Nguyễn Phương Điền | VTV9               |       |
| 2014 | Ảo vọng                                    | Bà Lan                     | Lê Minh            | HTV7               |       |
| 2014 | Vitamin tình yêu                           | Mẹ Hà Thanh                | Lê Bảo Trung       | VTV6               |       |
| 2014 | Những ngọn nến lung linh                   | Bà Linh                    | Nguyễn Minh Cao    | Let's Viet         |       |
| 2014 | Bằng chứng vô hình                         | Diễm Chi                   | Đặng Minh Quang    | HTV7               |       |
| 2014 | Đam mê nghiệt ngã                          | Bà Lan                     | Nguyễn Minh Chung  | VTV3               |       |
| 2015 | Hãy nói về tình yêu                        | nhà tư vấn tâm lý Kim Điệp | Trương Dũng        | HTV9               |       |
| 2015 | Khúc tương tư                              | Bà Biện Tôn                | Xuân Phước         | HTV7               |       |
| 2015 | Chuyện tình bà nội trợ                     | Bà Huệ                     | Trương Dũng        | HTV9               |       |
| 2016 | Người cha phú quý / Ngũ long công chúa     | Bà Xuân                    | Xuân Phước         | THVL1              |       |
| 2016 | Xúc xắc xúc xẻ                             | Bà Hương                   | Đặng Minh Quốc     | SCTV14             |       |
| 2018 | Tía ơi con muốn lấy vợ rồi                 | Bà Tám                     | Xuân Phước         | THVL1              |       |
| 2018 | Vợ chúa chồng tôi                          | Bà Đại                     | Chu Thiện          | HTV7               |       |
| 2019 | Không lối thoát                            | Bà Tư                      | Xuân Phước         | THVL1              |       |
| 2020 | Gạo nếp gạo tẻ 2                           | Bà Hương                   | Nguyễn Hoàng Anh   | HTV2               |       |
| 2020 | Mẹ ghẻ                                     | Bà Tuyết                   | Trương Dũng        | THVL1              |       |
| 2020 | Dâu bể đường trần                          | Bà Đốc Phủ                 | Xuân Phước         | THVL1              |       |
| 2020 | Chim én mùa đông                           | Bà Thanh                   | Nguyễn Lê Minh     | HTV9               |       |
| 2020 | Trói buộc yêu thương                       | Bà Thùy                    | Lê Hùng Phương     | VTV3               |       |
| 2021 | Anh yêu mẹ đơn thân                        | Bà Phi Yến                 | Đặng Minh Quốc     | SCTV14             |       |
| 2022 | Anh yêu em được bao lâu?                   | Bà Hương                   | Lý Khắc Lynh       | VTV9               |       |
| 2022 | Oan gia đại chiến 2                        | Bà Sang                    |                    | HTV7               |       |
| 2023 | Thử thách cuộc đời                         | Bà Mỹ                      | Trương Dũng        | THVL1              |       |
| 2023 | Sóng gió hào môn                           | Bà Hai                     | Quốc Thuận         | HTV7               |       |
| 2023 | Tình đầu                                   | Bà Nguyệt                  | Lý Khắc Lynh       | SCTV14             |       |
| 2023 | Có hẹn với yêu thương                      | Bà Hai                     | Xuân Phước         | THVL1              |       |
| 2023 | Dưới bóng bình yên                         | Chị Cầm                    | Văn Công Viễn      | HTV7               |       |
| 2024 | Có hẹn với nàng xuân                       | Bà Dung                    | Xuân Phước         |                    |       |
| 2024 | Định kiến yêu thương                       | Bà Năm                     | Xuân Phước         | Yeah 1             |       |
| 2024 | Tình yêu bất tử                            | Bà Ngọc                    | Trương Dũng        | THVL1              |       |

### Phim điện ảnh
| Năm  | Tựa phim         | Vai diễn     | Đạo diễn                 | Nguồn |
| ---- | ---------------- | ------------ | ------------------------ | ----- |
| 2012 | Hello cô Ba      | Bà Nguyên Sa | Nguyễn Quang Minh        |       |
| 2013 | Tía ơi           | Chị Hai      | Xuân Phước               |       |
| 2017 | Anh em siêu quậy | Người mẹ     | Lê Bảo Trung             |       |
| 2019 | Ngốc ơi tuổi 17  | Mẹ Min Min   | Chu Thiện - Đinh Tuấn Vũ |       |

## Danh sách kịch
Tiêu biểu
- Xin anh hãy ngủ với vợ em! (NSƯT Trịnh Kim Chi)
- Đình cõi âm (Lê Quốc Nam)
- Loạn tình (Nguyễn Hữu Tiến)
- Một nửa đàn ông (Nguyễn Hữu Tiến)
- Một nửa đàn bà (Nguyễn Hữu Tiến)
- Người sói (Minh Tiến & Tiến Thành)
- Ngũ long báo thù - Cái chết lúc 0h (NSƯT Trịnh Kim Chi)
- Rầm tháng 7 (Bùi Quốc Bảo)
- Ra giêng anh cưới em (Nguyễn Công Ninh)
- Tiếng hát réo linh hồn (NSƯT Trịnh Kim Chi)
- Hoa hậu ao làng (NSƯT Trịnh Kim Chi)
- Dốt mù điếc câm (Đình Cường)
- Blouse trắng (Nguyễn Hữu Tiến)
- Ước vọng một con đường (NSND Trần Minh Ngọc)
- Kỳ án cung tâm kế (NSƯT Trịnh Kim Chi)
- Thái hậu Dương Vân Nga (Nguyễn Hải Yến)
- Chàng với thiếp (Thanh Toàn)
- Rặng trâm bầu (Bùi Đình Thứ)
- Lọ Lem truyền kỳ (NSƯT Trịnh Kim Chi)
- Mùa hoa đỏ (Nguyễn Hữu Tiến)
- Choáng tình (NSƯT Trịnh Kim Chi)
- Ai ngoại phạm (NSƯT Trịnh Kim Chi)
- Châu về hợp phố (NSƯT Trần Minh Ngọc)
- Ngôi trường bí ẩn (Nguyễn Hữu Tiến)
- Tiên hắc ám (NSƯT Trịnh Kim Chi)
- Game ơi là show (Nguyễn Hải Yến)
- Đàn bà mấy tay (NSND Hồng Vân)
- Kỹ nghệ lấy Tây (NSƯT Hồng Vân và Minh Hoàng)
- Chuyến đi tử thần (NSƯT Trịnh Kim Chi)
- Thầy giáo ma (Phúc Thiện & Nhựt Huy)
- Phim trường đại chiến (NSƯT Trịnh Kim Chi)

## Chương trình tham gia
| Năm  | Chương trình                                              | Vai trò   | Nguồn  |
| ---- | --------------------------------------------------------- | --------- | ------ |
| 2006 | Tam sao thất bản                                          | Khách mời | [ 20 ] |
| 2011 | Thư giãn cuối tuần - Tiểu phẩm hài: Vợ khôn dạy chồng dại | Thắm      |        |
| 2016 | Hoa hậu Việt Nam                                          | Giám khảo | [ 21 ] |
| 2016 | Làng hài mở hội                                           | Giám khảo | [ 22 ] |
| 2017 | Nữ Hoàng Sắc Đẹp Doanh Nhân                               | Giám khảo | [ 23 ] |
| 2017 | Nữ hoàng doanh nhân Việt Nam                              | Giám khảo | [ 24 ] |
| 2017 | Quý ông Lịch lãm                                          | Giám khảo | [ 25 ] |
| 2017 | Làng hài mở hội                                           | Giám khảo | [ 26 ] |
| 2017 | Kịch cùng Bolero                                          | Giám khảo | [ 27 ] |
| 2018 | Hoa Hậu Thế Giới Doanh Nhân                               | Giám khảo | [ 28 ] |
| 2018 | Thần tượng doanh nhân                                     | Giám khảo | [ 29 ] |
| 2018 | Siêu mẫu nhí                                              | Giám khảo | [ 30 ] |
| 2018 | Vì bạn xứng đáng                                          | Khách mời | [ 31 ] |
| 2018 | Sao nối ngôi phiên bản nhí                                | Giám khảo | [ 32 ] |
| 2018 | Kịch cùng Bolero                                          | Giám khảo | [ 33 ] |
| 2019 | Nét đẹp công sở                                           | Giám khảo | [ 34 ] |
| 2019 | Duyên dáng Áo dài                                         | Giám khảo | [ 35 ] |
| 2019 | 60 phút rực rỡ                                            | Khách mời |        |
| 2019 | Kẻ thách thức                                             | Giám khảo | [ 36 ] |
| 2019 | Tiếng hát người khuyết tật lần thứ 2                      | Giám khảo | [ 37 ] |
| 2019 | Ký ức tươi đẹp                                            | Khách mời | [ 38 ] |
| 2019 | Sao nối ngôi                                              | Giám khảo | [ 39 ] |
| 2020 | Tỏa sáng cùng sao nhí                                     | Giám khảo | [ 40 ] |
| 2021 | Miss Eco Teen                                             | Giám khảo | [ 41 ] |
| 2022 | Cuộc thi ảnh online Hoa hậu biển môi trường               | Giám khảo | [ 42 ] |
| 2022 | Son môi đỏ                                                | Khách mời | [ 43 ] |

## Vinh danh

#### Danh hiệu
- Á hậu Việt Nam (1994)[6]
- Nghệ sĩ ưu tú (2015)[44]

#### Giải thưởng
- Huy chương vàng Liên hoan Kịch nói chuyên nghiệp toàn quốc vào các năm: 1995, 2012, 2018, 2020.[45][46][47]
- Bằng khen của Hội Nghệ sĩ Sân khấu Việt Nam năm 2021.[48]
- Bằng khen Công dân tiêu biểu do Thành ủy Thành phố Hồ Chí Minh trao tặng.[49]
- Bằng khen của Ban Chấp hành Đảng bộ TP. HCM năm 2020.[10]
- Bằng khen của Ủy ban Liên hiệp Hội Thanh niên Việt Nam TP. HCM năm 2020.[10]
- Nghệ sĩ, doanh nhân có trái tim nhân ái vì cộng đồng 2020.[50]